# Glacier du Mont-Fréty
Le glacier du Mont-Fréty, en italien Ghiacciaio del Mont-Fréty, est un glacier d'Italie situé dans le massif du Mont-Blanc, dans le val Ferret.

## Géographie
Le glacier naît sur l'adret du col du Géant, de l'aiguille Marbrée Sud et de la dent de Jétoula, à environ 3 000 mètres d'altitude, et se dirige vers le sud en direction du mont Fréty,. Il est entouré par le glacier de Toule par-delà la pointe Helbronner à l'ouest, le glacier de Rochefort par-delà la dent de Jétoula au nord-est et le glacier du Géant par-delà la frontière avec la France au nord,.

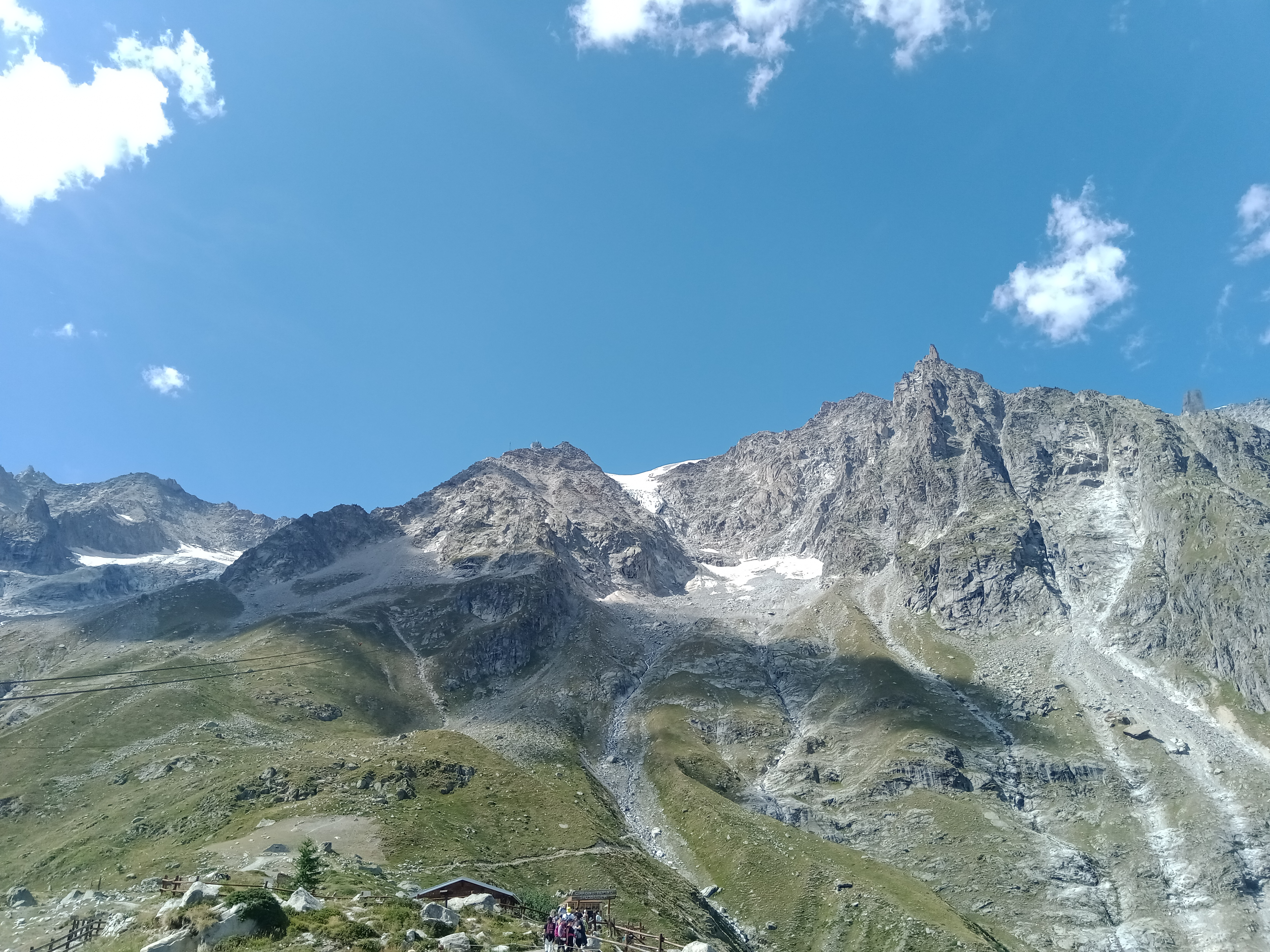
Vue en contre-plongée depuis le mont Fréty au sud-est du glacier du Mont-Fréty dominé par la pointe Helbronner à gauche et la dent de Jétoula à droite.